# 亞洲冬季棒球聯盟
亞洲冬季棒球聯盟（英語：Asia Winter Baseball League，簡稱冬盟），是由中華職棒大聯盟於棒球正規球季後所舉行的比賽，於臺灣舉辦，每年邀請亞洲地區球隊比賽，2012年舉行首屆比賽，2014年因故停辦一年，2015年恢復舉辦，2020年、2021年、2022年因應2019冠狀病毒病疫情停辦三年，2023年起重新舉辦。

## 歷史
2002年，日職讀賣巨人隊老闆渡邊恆雄曾邀請南韓、台灣、中國、澳洲等職業隊籌組「泛太平洋冬季聯盟」，但卻因為缺乏贊助而破局。
2005年，中華棒協也曾提出冬季聯盟的構想，由日本四國獨立聯盟球員、南韓職棒二軍明星隊、加勒比海聯盟明星隊以及中華培訓隊共組，但是最後也無疾而終。
2006年經典賽期間，日本再次提出籌組亞洲冬季聯盟的構想，並且希望比賽能在台灣開打，由中華隊、中華職棒聯隊、日本職棒巨人以及韓職二軍明星隊參加共組，但最後仍因為經費問題不了了之。
2008年，中華職棒聯盟再度提出冬季聯盟的計畫，邀請日本職棒聯盟、韓國職棒聯盟、中國隊共組，然而最終還是沒能成形。
2010年，中華棒協再次邀請邀請日本職棒巨人隊、軟銀隊、澳洲隊和中華培訓隊共組冬季聯盟比賽，但最終還是失敗。
2012年亞洲冬季棒球聯盟（2012 Asia Winter Baseball League）由中華職業棒球大聯盟主辦，於臺灣舉行，首屆共有三國四隊參賽，分別是中職紅隊、中職白隊、日職聯隊、多明尼加。

## 歷屆參賽隊伍
- 2012年：中職紅隊、中職白隊、日職聯隊、多明尼加。
- 2013年：中職聯隊、日職聯隊、多明尼加、韓職聯隊。
- 2015年：中職聯隊、日職聯隊、韓職聯隊、歐洲聯隊、中華培訓。
- 2016年：中職聯隊、韓職聯隊、日職東軍、日職西軍、歐洲聯隊、中華培訓。
- 2017年：中職聯隊、韓職聯隊、日職東軍、日職西軍、歐美聯軍、日本社會人。
- 2018年：中職聯隊、韓職聯隊、日職東軍、日職西軍、日本社會人。
- 2019年：中職聯隊、韓職聯隊、日職紅隊、日職白隊、日本社會人、味全龍。
- 2023年：中職聯隊、日職紅隊、日職白隊、日本社會人、中華培訓、台鋼雄鷹。
- 2024年：台灣山林、台灣海洋、日職紅隊、日職白隊、日本社會人。

## 歷屆概況
| 年度   | 冠軍賽舉行場地 |            | 冠軍賽 | 冠軍賽     | 冠軍賽     | 季軍賽 | 季軍賽     | 季軍賽   | 5、6名排名賽 | 5、6名排名賽 | 5、6名排名賽 |
| 年度   | 冠軍賽舉行場地 | 冠軍       | 比數   | 亞軍       | 第3名      | 比數   | 第4名      | 第5名    | 比數         | 第6名        |              |
| 2012年 | 台中洲際棒球場 | 日職聯隊   | 5–2    | 中職白隊   | 中職紅隊   | 不適用 | 多明尼加   | 不適用   | 不適用       | 不適用       |              |
| 2013年 | 台中洲際棒球場 | 韓職聯隊   | 6–2    | 日職聯隊   | 中職聯隊   | 不適用 | 多明尼加   | 不適用   | 不適用       | 不適用       |              |
| 2015年 | 台中洲際棒球場 | 中華培訓   | 4–2    | 日職聯隊   | 韓職聯隊   | 9–8    | 中職聯隊   | 歐洲聯隊 | 不適用       | 不適用       |              |
| 2016年 | 台中洲際棒球場 | 日職西軍   | 6–1    | 日職東軍   | 中華培訓   | 7–6    | 韓職聯隊   | 中職聯隊 | 13–0         | 歐洲聯隊     |              |
| 2017年 | 台中洲際棒球場 | 日職東軍   | 4–1    | 韓職聯隊   | 日本社會人 | 4–3    | 中職聯隊   | 日職西軍 | 2–1          | 歐美聯隊     |              |
| 2018年 | 斗六棒球場     | 日職東軍   | 1–0    | 中職聯隊   | 日本社會人 | 7–6    | 韓職聯隊   | 日職西軍 | 不適用       | 不適用       |              |
| 2019年 | 台中洲際棒球場 | 日本社會人 | 4–2    | 日職紅隊   | 味全龍     | 7–0    | 中職聯隊   | 日職白隊 | 3–3          | 韓職聯隊     |              |
| 2023年 | 斗六棒球場     | 台鋼雄鷹   | 7–1    | 日職紅隊   | 中職聯隊   | 4–2    | 日本社會人 | 日職白隊 | 6–6          | 中華培訓     |              |
| 2024年 | 台中洲際棒球場 | 日職白隊   | 3–1    | 日本社會人 | 台灣山林   | 9–5    | 台灣海洋   | 日職紅隊 | 不適用       | 不適用       |              |

- 2012及2013年僅進行冠軍賽，2016、2017、2019及2023年因有六隊參加所以進行5、6名排名賽，決定最後的名次，其餘排名均為當年度例行賽名次。

## 奪冠次數

### 按國家
| 國家 | 冠軍 | 亞軍 | 奪冠球隊（次數）                                                       |
| ---- | ---- | ---- | ---------------------------------------------------------------------- |
| 日本 | 6    | 6    | 日職東軍 (2), 日職聯隊 (1), 日職西軍 (1), 日本社會人 (1), 日職白隊 (1) |
| 臺灣 | 2    | 2    | 中華培訓 (1), 台鋼雄鷹 (1)                                             |
|      | 1    | 1    | 韓職聯隊 (1)                                                           |

## 另見
- 亞洲職棒大賽
- 中華職業棒球大聯盟
- 中華成棒隊

## 外部連結
- 亞洲冬季棒球聯盟在台灣棒球維基館上的頁面（繁體中文）
- 亞洲冬季棒球聯盟官方網站（页面存档备份，存于）
- 2013年亞洲冬季棒球聯盟官方網站